# لواء مؤاب
لواء مؤاب لواء يتبع محافظة الكرك في الأردن. قدّر عدد سكانه بـ 14644 نسمة حسب إحصاء 2015. في 7 مايو 2024 أقرّ مجلس الوزراء الأردني نظامًا معدلاً للتقسيمات الإدارية يُراعي الكثافة السكانية والبعد الجغرافي عن مركز المحافظة، كذلك لتعزيز مستوى الخدمات وتوزيعها بشكل عادل، وعليه جرى ترفيع «مؤاب» من قضاء إلى لواء.

## الوصلات الخارجية
- دائرة الاحصاءات العامة